# Calusco d'Adda
Calusco d'Adda är en ort och kommun i provinsen Bergamo i regionen Lombardiet i Italien. Kommunen hade 8 333 invånare (2018).